# Phloeopora testacea
Phloeopora testacea är en skalbaggsart som först beskrevs av Mannerheim 1830.  Phloeopora testacea ingår i släktet Phloeopora, och familjen kortvingar. Arten är reproducerande i Sverige.